# 小行星7384
小行星7384是一颗围绕太阳公转的小行星。1981年10月6日，茲丹卡·瓦弗洛娃在克萊季发现了此天体。
这颗小行星的绝对星等为125.3805646486169等。